# André Maginot
André Maginot (André Mažinot, 17. února 1877 – 7. ledna 1932) byl francouzský politik, voják, člen parlamentu a v letech 1929–1932 ministr války. Jeho nepochybně nejznámějším politickým krokem bylo prosazení vybudování soustavy pevností na hranicích s Německem, známé jako Maginotova linie.

## Životopis

### Mládí
André Maginot se narodil v Paříži. Část svého dětství strávil v Alsasku Lotrinsku, což byla oblast, kde Maginot později prosazoval pro vybudování obranného opevnění. V roce 1897 složil úřednické zkoušky a začal budovat kariéru ve francouzském úřednickém aparátu. Do roku 1910 pracoval jako asistent generálního guvernéra v Alžíru, poté s touto prací skončil a začal v politice. Toho roku byl zvolen do Chambre des députés, kde pracoval jako podministr pro válečné záležitosti až do vypuknutí první světové války v roce 1914.
Když začala válka, Maginot se rozhodl pro službu v armádě a byl odeslán na frontu v Lotrinsku. V listopadu 1914 byl Maginot v hodnosti četaře zraněn do nohy poblíž Verdunu, což mělo za následek, že do konce života kulhal. Za své vojenské zásluhy byl vyznamenán Médaille militaire, nejvyšším francouzským vojenským vyznamenáním.

### Budování „Maginotovy linie“

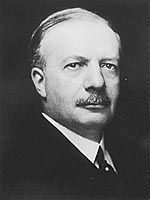
André Maginot

Po první světové válce Maginot pokračoval v politice a vrátil se do Chambre des députés, kde také zastával množství postů, počínaje v roce 1920 místem ministra důchodů a v letech 1922–1924, 1929–1930 a 1931–1932 ministra války. Vyjádřil své znepokojení nad tím, zda Versailleský mír přináší Francii dostatečnou bezpečnost. Opakovaně tlačil na vládu, aby investovala více peněz do obrany země v době, kdy nedůvěra k Německu narůstala. Maginot začal budovat obranná postavení a série pevností na německých hranicích, které kombinovaly systém polních pozic a stálých betonových tvrzí. V jeho rozhodnutích hrály nepochybně roli osobní zkušenosti s úspěšným opevněním vybudovaném u Verdunu během první světové války.
V roce 1926 ministr Maginot získal od francouzské vlády peníze na vybudování několika pokusných sekcí obranné linie. V rozhodujícím roce 1929 bylo nové opevnění zprovozněno a začalo být známé jako Maginotova linie. Během diskuse o rok později André Maginot velmi prosazoval přidělení obrovské částky, kterou by potřeboval na mohutné opevnění celé francouzsko-německé hranice. Nakonec se mu podařilo vyjednat přidělení částky ve výši asi 3,3 miliardy tehdejších franků.
Práce na projektu začaly neprodleně a postupovaly velmi rychle. V říjnu 1930 ministr Maginot navštívil staveniště a vyjádřil politování nad oběťmi prací, které se z oblastí museli vystěhovat. Navštívil také budovací práce v oblasti Lotrinska, kde měla domov jeho rodina a kde on sám strávil dětství, kde ještě více bojoval za přidělení peněz pro projekt v této oblasti. Ačkoliv je Maginot hlavním protagonistou projektu Maginotovy linie, většina její dnešní podoby je výsledkem práce Paula Painleva, Maginotova nástupce v pozice ministra války.
André Maginot svůj projekt nikdy nedokončil, v prosinci 1931 onemocněl a 7. ledna 1932 v Paříži zemřel. Jeho ztrátu oplakávala celá Francie a po jeho smrti linie, kterou obhajoval a začal budovat, nesla jeho jméno.